# 硫化钙
硫化钙（化学式：CaS）是碱土金属钙的硫化物，室温下为白色具有臭鸡蛋气味的固体，不纯时常带有黄色。它具有氯化钠型晶体结构，每个S2−与六个Ca2+八面体配位相连，每个Ca2+也以八面体结构与六个S2−配位。
用焦炭高温还原硫酸钙便可得到硫化钙，另一个产物是碳氧化物：
CaSO4  +  2 C  →  CaS  +  2 CO2
继续反应则得到氧化钙与二氧化硫：
3 CaSO4  +  CaS  →  4 CaO  +  4 SO2
潮湿空气中，硫化钙会发生水解，生成硫氢化钙、氢氧化钙和碱式硫氢化钙的混合物：
CaS  +  H2O  →  Ca(SH)(OH)
Ca(SH)(OH)  +  H2O  →  Ca(OH)2  +  H2S
除硫化铍外，包括硫化钙在内的碱土金属硫化物都可作磷光体，因此性质及制备都曾被广泛研究过。它可作发光漆材料，也可用于医药、环保、重金属处理等工业中。类似的多硫化钙用作杀虫剂。